# Barri de Sant Narcís
Barri Sant Narcís és una barri de Girona inclòs a l'Inventari del Patrimoni Arquitectònic de Catalunya.

## Descripció
El conjunt urbà va ser realitzat després de la Guerra Civil i construït a l'entorn d'una plaça porxada que concentra la part de serveis del barri (església, comerç, local social, etc.). Al seu voltant es desenvolupen els carrers que contenen edificacions unifamiliars aïllades i aparellades i desenvolupades en dues plantes i amb jardí independent. També hi ha alguns blocs de quatre plantes, construïts en una segona fase. Les cases presenten una estructura de parets de càrrega, amb sostres de voltes de quatre punts. L'exterior és arrebossat i pintat i la coberta bàsicament de teula àrab. El traçat geomètric del conjunt és ben definit i autònom respecte la ciutat.

## Església Parroquial de Sant Narcís
L'església Parroquial de Sant Narcís està situada a la Plaça de Nostra Senyora de l'Assumpció. És un edifici de planta rectangular amb absis semicircular, estructurat amb una nau central ample i dues grans naus laterals més estretes. La façana principal presenta un campanar de planta quadrada en el lateral dret i un porxo a l'entrada amb coberta de teula i columnes aparellades, amb capitells de pedra, que delimiten les obertures de la façana del porxo d'arcs de mig punt. La torre campanar combina exteriorment l'obra vista amb l'arrebossat. La resta de paraments exteriors són arrebossats. Interiorment les naus són enguixades i pintades de color de blanc. Destaca del conjunt les columnes revestides amb peces de ceràmica de Quart (argerates) ornades i amb capitells que enllacen amb l'obra fàbrica dels arcs de mig punt. Al centre de la nau principal hi ha una cúpula octogonal de base.

## Història
Constitueix una mostra significativa de la política d'habitatge duta a terme per l'Obra Sindical del Hogar durant la postguerra. El model s'inspirava en les colònies Siedlung alemanyes, amb aspectes tipològics recollits del racionalisme i un llenguatge arquitectònic popularista, amb referències a la tradició local. Després de les inundacions de 1940 es començà a pensar en la necessitat de construir el barri. El conjunt es construí sobre terrenys expropiats a dotze propietaris. El projecte era dissenyat el 1944, però les obres no s'iniciaren fins al 1948, degut a les dificultats en el procés apropiatiu. L'any 1951 es lliuraren les primeres cases, després d'una subhasta deserta. La construcció es realitzà per administració directa amb formació d'equips de treballadors. El barri s'inaugurà el 18 de juliol de 1951, però la inauguració oficial no es realitzarà fins al febrer de 1952. El barri constarà finalment de 527 habitatges, església, centre social, centre parroquial i escola de formació professional. S'havia previst la construcció d'un estadi esportiu que no s'edificà.